# 織田正吉
織田 正吉（おだ しょうきち、1931年12月4日 - 2020年11月20日）は、日本の演芸作家、放送作家、エッセイスト。本名は構 恒一（かまえ つねいち）。
日本笑い学会名誉会員、関西演芸作家協会顧問。このほか、日本笑い学会理事、園田学園女子大学短期大学部講師を歴任。

## 経歴
兵庫県神戸市出身。神戸大学法学部卒業。大学在学中から漫才台本等の執筆を行うかたわら、漫画の雑誌投稿の常連となり、やがて鈴木義司ら東京の学生漫画家グループ「漫画エポック」に参加するにいたり、上京。しかし「天才とはこういう人のことかと思った」とのちに述懐するほどの鈴木の量産ぶりを前に、漫画家としての活動に「早々と見切りをつけ」、東京を去った。織田の画才は『笑話の時代 立ち読み演芸館』のカットイラストに見ることができる。
1953年にNHK主催の漫才台本コンクールで入選。この作品は内海突破・並木一路が演じた。神戸市役所に13年勤務した後に退職し、専業の作家としてラジオ・テレビの演芸番組の構成、漫才台本・新作落語の執筆を行うようになる。関西笑芸界の長老として、上方お笑い大賞（2006年まで）、NHK新人演芸大賞の審査員をつとめる。
2020年11月20日、肝臓がんのため、神戸市の自宅で死去。88歳没。

### 受賞歴
1982年、上方お笑い大賞功労賞。1988年、兵庫県文化賞受賞。

## 人物
ジョーク・ユーモア研究研究家として
演芸作家・放送作家のかたわら、ジョーク・ユーモア研究を行い、関連する著書を執筆している。
百人一首研究家として
著書『絢爛たる暗号 百人一首の謎をとく』で百人一首に関し、藤原定家が後鳥羽上皇と式子内親王への鎮魂の思いを込めて歌を選び、それがわからないように時代順に並べ替えたものであるとする新説を提唱した。この説に至る過程で織田が採用した手法は、同じ語句や反意語を持つ歌を相互につなげていくという、パズル的なものであった。作家の田辺聖子が著書『田辺聖子の小倉百人一首』の中で同書を「百人一首には決して秀作や代表作とは言えない歌も少なくないという、古来からの疑問に対する答えを提示したもの」と絶賛した。
なお、のちに経済学者の林直道がこの手法を模倣したと見られる著書を出したため、織田は別の書籍『百人一首の謎』の「あとがき」で、林説の論理の破綻している点を列挙して批判した。織田は、自分の場合は関係のある歌をつなげていったところ18x18のパズルを発見したが、林説はまず10x10（百首だから）のパズルありきで、そこに後から歌を並べて行くのでこじつけが多くなるのは当然だと述べている。

## 著書
- 『笑話の時代 立ち読み演芸館』のじぎく文庫 1968年
- 『1分間に2度笑わせるユーモア・スピーチ術』六月社 1968年
- 『絢爛たる暗号 百人一首の謎をとく』集英社 1978年 集英社文庫 1986年
- 『笑いとユーモア』筑摩書房 1979年 ちくま文庫 1986年
- 『暮しの中のユーモア』創元社 1981年
- 『四角い飛行船――ユーモアエッセイ』創元社 1982年
- 『ジョークとトリック 頭を柔かくする発想』講談社現代新書 1983年
- 『ことば遊びコレクション』講談社現代新書 1986年
- 『日本のユーモア 1 詩歌篇』筑摩書房 1986年
- 『ユーモア感覚 あたまにバイパスをつける本』講談社 1987年
- 『日本のユーモア 2 古典・説話篇』筑摩書房 1987年
- 『日本のユーモア 3 江戸小咄篇』筑摩書房 1988年
- 『謎の歌集／百人一首 その構造と成立』筑摩書房 1989年
- 『百人一首の謎』講談社 1989年
- 『NHK市民大学 日本人の笑い』日本放送出版協会 1989年
- 『虹色の包帯――川柳自選句集』葉文館出版 1998年
- 『『古今和歌集』の謎を解く』講談社 2000年
- 『笑いのこころ ユーモアのセンス』岩波書店 2010年 岩波現代文庫、2013年

### 共著
- 『遊び時間の発想』（松田道弘との共著） 日本経済新聞社 1982年
- 『マガリ君登場』（長新太絵） 径書房 1983年
- 『マガリ君事件が五つ』（長新太絵）径書房 1985年
- 『笑いの研究 ユーモア・センスを磨くために』（井上宏、昇幹夫との共著）フォー・ユー 1997年

## 出演

### ラジオ
- 織田正吉のほのぼの60分! （ラジオ関西）1975年 - 1976年
- 織田正吉のそれ行け!きらめき （ラジオ関西）1976年 - 1987年